# Franc Lewinson-Lessing

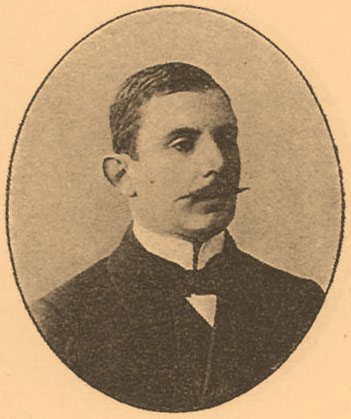
Franc Lewinson-Lessing

Franc J. Lewinson-Lessing (1861–1939) – rosyjski geolog i petrograf.

## Życiorys
Jest twórcą chemicznej klasyfikacji skał magmowych oraz inicjatorem badań eksperymentalnych w petrografii. Pełnił funkcję profesora Instytutu Politechnicznego w Petersburgu. Był członkiem Akademii Nauk ZSRR.
Na jego cześć nazwano wyspę na Morzu Karskim. 

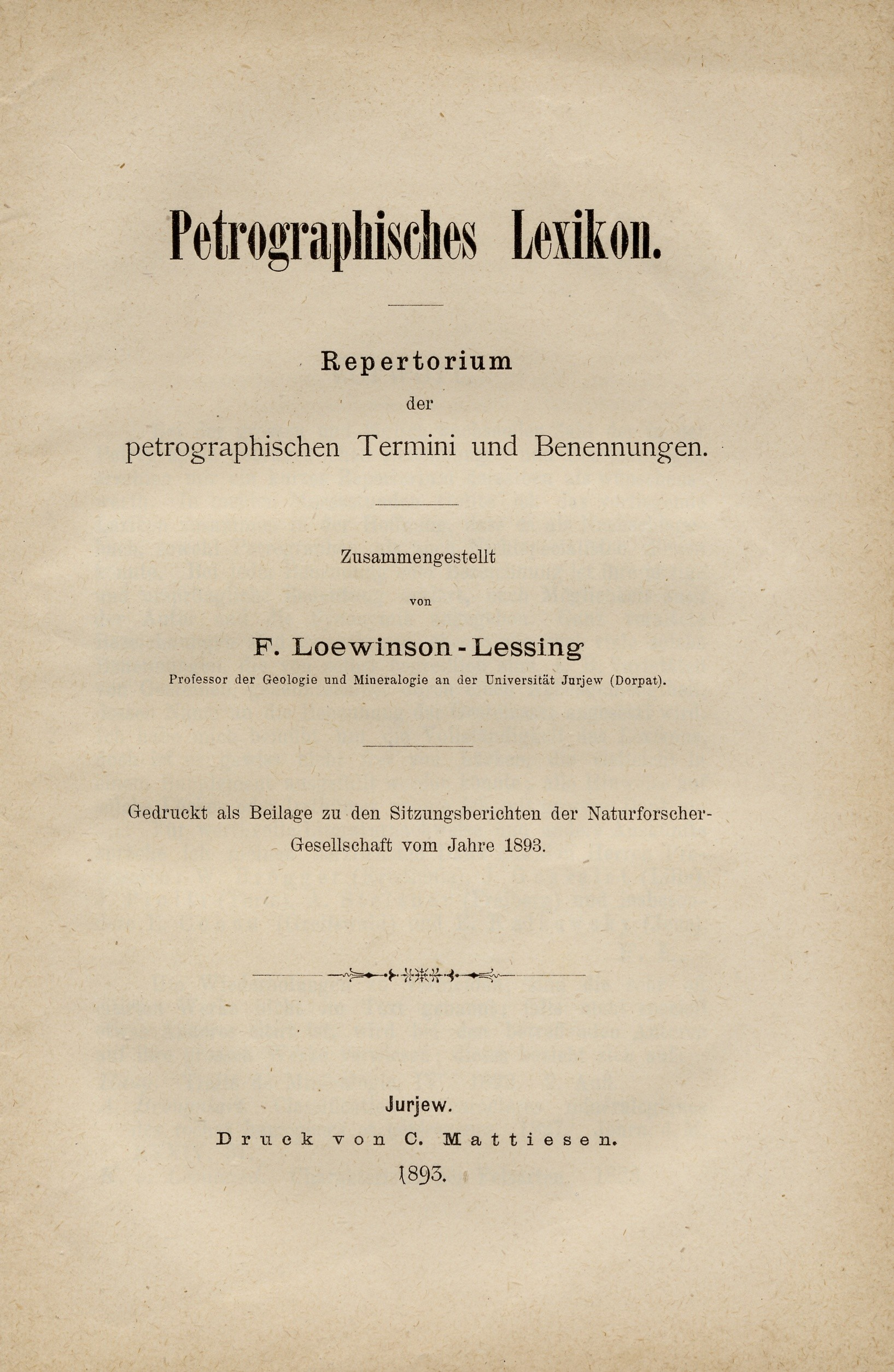
Publikacja Lewinsona-Lessinga z 1893 roku